# Militärgericht

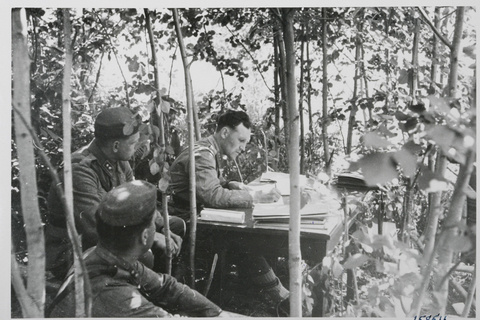
Finnisches Militärtribunal 1944

Ein Militärgericht oder Militärtribunal ist ein Gericht, das aus Militärrichtern (normalerweise selbst Soldaten) besteht und die Strafgerichtsbarkeit über Angehörige des Militärs ausübt (Militärstrafrecht). Militärstrafgesetze behandeln als Nebenstrafrecht vor allem Straftaten von Militärangehörigen und teilweise Straftaten gegen das Militär. In manchen Staaten obliegt die Anwendung einer besonderen Militärjustiz, in anderen der ordentlichen Gerichtsbarkeit.
Vom Militärgericht zu unterscheiden ist das Standgericht, das während eines lokal ausgerufenen Standrechts gilt. Im Fall einer militärischen Besatzung können Militärgerichte auch für die zivile Bevölkerung des besetzten Gebietes zuständig sein.

## International
International gilt das Kriegsvölkerrecht.

### Europa im Zeitalter der stehenden Heere
Bereits in der Frühen Neuzeit existierten Militärgerichte, meist als Standgerichte auf Feldzügen. Hier berieten und urteilten in genossenschaftlicher Form nach Dienstgraden getrennt die einzelnen Regimenter unter Vorsitz der Regimentskommandeure. Für Europa wegweisend war – wenigstens auf dem Papier – nach dem Dreißigjährigen Krieg das schwedische Militärrecht mit seinen Staatsanwälten (Auditeuren) und seinen drei Instanzen (Regimentskriegsgericht, Generalkriegsgericht und Generalgouverneur). Es sah sogar die jährliche Ablieferung der Regimentsgerichtsakten nach Stockholm vor.

### Sonstige historische Militärgerichtsbarkeiten
- Zur Situation im römischen Reich siehe Militärrechtswesen im antiken Rom

## Deutschland

### Bis zum Ende des Deutschen Bundes
Brandenburg-Preußen und die meisten deutschen Territorien orientierten sich am äußerst umfangreichen Paragraphenwerk des schwedischen Militärrechts.
Die einzelnen deutschen Staaten wie Preußen und Bayern hatten jeweils eigene Streitkräfte und somit eine eigene Militärgerichtsbarkeit.

### Kaiserreich und Weimarer Republik
Nach der Reichsgründung wurde das Reich zuständig und 1898 die Militärstrafgerichtsordnung erlassen. Erkennende Gerichte waren danach:
- Standgerichte (Feld- und Bordstandgerichte)
- Kriegsgerichte (Feld- und Bordkriegsgerichte)
- Oberkriegsgerichte
- das Reichsmilitärgericht

Nach dem Ende des Ersten Weltkriegs wurde die Militärgerichtsbarkeit aufgrund Art. 106 der Weimarer Verfassung durch Reichsgesetz aufgehoben.

### Drittes Reich
In der Zeit des Nationalsozialismus wurde 1934 wieder eine Militärgerichtsbarkeit errichtet. Die unterste Instanz hieß Kriegsgericht, das höchste Militärgericht war das Reichskriegsgericht. Mit der Mobilmachung für die gesamte Wehrmacht im August 1939 trat die Kriegsstrafverfahrensordnung (KStVO) in Kraft, die „zur Sicherung der Wehrmacht und des Kriegszwecks“ ein vereinfachtes Verfahren (Kriegsverfahren) einführte. Von 11. April bis zum 20. September 1944 bestand das Zentralgericht des Heeres. In der Schlussphase des Zweiten Weltkriegs ließ Hitler so genannte Fliegende Standgerichte einrichten, die nicht mehr an die bis dahin anzuwendenden Verfahrensbestimmungen gebunden waren. Sie verurteilten vor allem so genannte Verdachtsfälle der Fahnenflucht.
Die Marinekriegsgerichte blieben auf alliierten Befehl bis zum 22. Juni 1945 aktiv, auch in den von deutschen Marinestreitkräften noch besetzten Gebieten in den Niederlanden, Dänemark und Norwegen. Gemäß alliiertem Militärgesetz Nr. 153 vom 4. Mai 1945 waren deutsche Todesurteile vor der Vollstreckung alliierten Instanzen zur Prüfung vorzulegen; die Verfügung wurde aber wegen angeblicher Unkenntnis mehrfach missachtet. Dies betraf nicht nur Urteile kurz vor oder nach der Kapitulation, sondern auch Altfälle z. B. von Deserteuren, die nach der Kapitulation als Kriegsgefangene in alliierten Gewahrsam geraten und von dort an deutsche Kriegsgerichte überstellt worden waren.
Insgesamt wurden mindestens 22.000 Menschen als Opfer der NS-Militärjustiz hingerichtet, unzählige andere starben in Lagern und Strafeinheiten. Es gab wenige zentrale Hinrichtungsstätten der Militärjustiz (meistens auf Übungs-Schießplätzen; zum Beispiel den Erschießungsplatz V der Wehrmacht – Murellenberge für den Standort Berlin).
Die meisten NS-Militärjustizurteile wurden erst 2002 vom Deutschen Bundestag mit dem Gesetz zur Aufhebung nationalsozialistischer Unrechtsurteile in der Strafrechtspflege aufgehoben. Das Unrecht der NS-Militärjustiz steht im Mittelpunkt der Wanderausstellung „Was damals Recht war … – Soldaten und Zivilisten vor Gerichten der Wehrmacht“, die zuerst in Berlin vom 22. Juni bis 1. August 2007 gezeigt wurde.
Ein Anlass zum Rückblick auf diese Zeit und zur Vergangenheitsbewältigung war 1978 die Filbinger-Affäre von Februar bis August 1978, an deren Ende der ehemalige Marinerichter Hans Filbinger, baden-württembergischer Ministerpräsident seit 1966, zurücktrat.
Siehe auch: Kriegsverrat im Nationalsozialismus

### Alliierte Militärgerichtsbarkeit nach dem Zweiten Weltkrieg
Durch die Alliierte Militärgerichtsbarkeit wurden Kriegsverbrecherprozesse wie der Nürnberger Hauptkriegsverbrecherprozess, die Dachauer Prozesse, die Curiohaus-Prozesse, die Ravensbrück-Prozesse und die Fliegerprozesse sowie die NS-Prozesse in den einzelnen Besatzungszonen vor Militärgerichten geführt.

### Deutsche Demokratische Republik
In der DDR wurde 1963 eine eigenständige Militärgerichtsbarkeit für die NVA eingeführt.
Sie bestand aus zehn Militärgerichten, drei Militärobergerichten (in Berlin, Leipzig, Neubrandenburg) und dem Militärkollegium des Obersten Gerichtes der DDR. Schon vorher gab es Militärstaatsanwälte. Die Dienststellen der Militärstaatsanwälte verfügten über Ermittler (Untersuchungsführer), die die Aufgaben wahrnahmen, die im zivilen Bereich der Kriminalpolizei zugewiesen sind. Die zivilen Polizei- und Justizbehörden waren für die NVA nicht zuständig. Die Militärrichter und -staatsanwälte waren Angehörige der NVA, trugen Uniform und hatten militärische Dienstgrade.
Rechtsgrundlage bildete prozessual die Militärgerichtsordnung, materiellrechtlich ab 1968 das 9. Kapitel des Strafgesetzbuchs.

### Bundesrepublik Deutschland
Gemäß Art. 96 Abs. 2 des Grundgesetzes kann der Bund Wehrstrafgerichte für die Streitkräfte als Bundesgerichte errichten. Die Wehrstrafgerichte können die Strafgerichtsbarkeit nur im Verteidigungsfall sowie über Angehörige der Streitkräfte ausüben, die in das Ausland entsandt oder an Bord von Kriegsschiffen eingeschifft sind. Der Bund hat auf die Einrichtung dieser Gerichte bislang verzichtet. Die Angehörigen der Streitkräfte der Bundeswehr unterliegen daher im Strafverfahren der ordentlichen Gerichtsbarkeit.
Seit 1. April 2013 besteht gemäß § 11a Strafprozessordnung ein einheitlicher Gerichtsstand bei Auslandstaten von Soldaten in besonderer Auslandsverwendung. Wird eine Straftat außerhalb Deutschlands von Soldaten der Bundeswehr in besonderer Auslandsverwendung gemäß § 62 Abs. 1 des Soldatengesetzes begangen, so ist der Gerichtsstand bei dem für die Stadt Kempten (Allgäu) zuständigen Gericht begründet. In Kempten besteht auch eine Schwerpunkt-Staatsanwaltschaft.
Straftaten, die nur von Soldaten oder militärischen Vorgesetzten begangen werden können, sind im Wehrstrafgesetz begründet. Zuständig für nach diesem Gesetz begangenen Straftaten sind die ordentlichen Gerichte.
Für das gerichtliche Wehrdisziplinar- und -beschwerdeverfahren sind erstinstanzlich die Truppendienstgerichte (Nord oder Süd) als „Sonderverwaltungsgerichte“ zuständig, letztinstanzlich der 1. oder 2. Wehrdienstsenat des Bundesverwaltungsgerichts.

## Österreich

### Entwicklung bis 1918
Bis 1918 galt in Österreich das k.u.k. Militärjustizwesen.

### 1918 bis 1934
Im Zuge der Schaffung der Republik wurde in Österreich die in der Monarchie bestehende Militärgerichtsbarkeit abgeschafft. Das 1920 beschlossene Bundes-Verfassungsgesetz hat die Zulässigkeit der Militärgerichtsbarkeit ausdrücklich auf den Kriegsfall beschränkt.

### 1934 bis 1938
Während der Zeit des Austrofaschismus (auch Ständestaat genannt) zwischen 1934 und 1938 wurde unter Bundeskanzler Engelbert Dollfuß in der Ministerratssitzung vom 10. November 1933 die Verhängung des Standrechts beschlossen; am nächsten Tag trat es in Kraft. Es galt für die Delikte des Mordes, der Brandlegung sowie für das Verbrechen der öffentlichen Gewalttätigkeit und richtete sich gegen Personen, die auf frischer Tat ergriffen wurden oder deren Schuld ohne Verzug feststellbar war.
Das standrechtliche Verfahren wurde von einem aus vier Richtern und einem Staatsanwalt bestehenden „fliegenden Senat“, der am Oberlandesgericht Wien seinen Sitz hatte und falls notwendig zum zuständigen Landesgericht anreiste, geführt und dauerte längstens drei Tage. Bei einstimmiger Bejahung der Schuldfrage endete es mit einem Todesurteil, welches nach regulär zwei, spätestens aber nach drei, Stunden am Würgegalgen zu vollstrecken war. Aus diesem Grund reiste der „fliegende Senat“ oftmals bereits zusammen mit dem Scharfrichter zum Verhandlungsort an.
Gegen das Urteil des Standgerichtes war kein Rechtsmittel zulässig, einzig eine Begnadigung durch den Bundespräsidenten war möglich. Damit wurde mit Verhängung des Standrechts auch die Todesstrafe wieder in Österreich eingeführt, die im ordentlichen Verfahren schon 1920 abgeschafft worden war. Im Juni 1934 wurde die Todesstrafe durch eine Gesetzesänderung auch für ordentliche Verfahren wieder eingeführt.
Kamen die zivilen Standgerichte vor allem nach den Februarkämpfen 1934 zum Einsatz, so wurde durch das „Bundesverfassungsgesetz vom 26. Juli 1934 über die Einführung eines Militärgerichtshofes als Ausnahmsgerichtes  zur Aburteilung der mit dem Umsturzversuch vom 25. Juli 1934 im Zusammenhang stehenden strafbaren Handlungen“ ein militärisches Standgericht geschaffen. Dieses war, wie schon der Gesetzestitel zeigt, in erster Linie für die Beteiligten des Juliputsches bestimmt, von denen viele aus den Reihen der Exekutive sowie des Bundesheeres gekommen waren. Der auf diese Weise ins Leben gerufene Militärgerichtshof ähnelte in Zusammensetzung, Verfahrensführung und Kompetenzen den zivilen Standgerichten, außer dass beim Militärgericht vier Offiziere als Richter fungierten. Die nach dem Juliputsch verhafteten Personen wurden von der Staatsanwaltschaft in „schwer“ und „minder Beteiligte“ geschieden. Die Schwerbeteiligten (Anführer, Mitkämpfer, Kuriere usw.) wurden auch dann dem Militärgericht zur Aburteilung ihrer mit dem Putsch im Zusammenhang stehenden Vergehen überstellt, wenn bereits ein Verfahren vor einem ordentlichen Gericht oder einem zivilen Standgericht anhängig war. Die im Eilverfahren abgewickelten Prozesse endeten mit zahlreichen Todesurteilen, von denen 13 vollstreckt wurden, darunter an Otto Planetta und Franz Holzweber.

### 1938 bis 1945
Während der Zeit des Nationalsozialismus von 1938 bis 1945 galt auch in Österreich die Militärgerichtsbarkeit des Deutschen Reiches.

### Situation seit 1945
Im Jahr 1945 wurde die Militärgerichtsbarkeit abermals abgeschafft. (Bis zum Ende der Besatzungszeit im Jahr 1955 gab es jedoch im österreichischen Staatsgebiet noch Militärgerichte der Besatzungsmächte.) Das wieder in Kraft gesetzte Bundes-Verfassungsgesetz ordnet (aktuell in Art. 84 B-VG) an, dass eine Militärgerichtsbarkeit nur im Kriegsfall durch Gesetz eingerichtet werden könnte. Ein solches Gesetz besteht jedoch gegenwärtig nicht.
Strafbare Handlungen, auch nach dem Militärstrafgesetz (MilStG) vom 30. Oktober 1970, werden von zivilen Gerichten abgeurteilt.
Das Verbot einer Militärgerichtsbarkeit steht jedoch einem militärischen Disziplinarwesen nicht entgegen. Heute werden Verstöße gegen die Dienstpflichten, wie den Allgemeine Dienstvorschriften (ADV), auf militärischer Ebene nach Maßgabe des Heeresdisziplinargesetzes (HDG) durch Disziplinarstrafen geahndet. Hier entscheiden militärische Organe, wie der Kompaniekommandant oder das zuständige Ministerium. Eine Disziplinarhaft darf höchstens 14 Tage dauern. Dabei ist es auch möglich, dass für dieselbe Handlung zugleich eine Strafe nach dem Strafrecht und nach dem Disziplinarrecht verhängt wird.

## Schweiz
In der schweizerischen Militärjustiz gibt es drei Militärgerichte erster Instanz, drei Militärappellationsgerichte und als oberste Instanz das Militärkassationsgericht.
Jedem Militärgericht erster Instanz sind eine bestimmte Anzahl Gerichtspräsidenten, Richter, Ersatzrichter, Gerichtsschreiber und Gerichtsweibel zugeteilt. Die Auditoren (Staatsanwälte) und Untersuchungsrichter (samt Anwärtern) sind unabhängig von den Gerichten in je drei eigenständigen Untersuchungsrichter- und Auditorenregionen organisiert.
Als oberster Ankläger amtet der Oberauditor. Namentlich steht ihm das Recht zu, gegen ein Strafmandat oder eine Einstellungsverfügung eines Auditors ein Rechtsmittel zu erheben.
Jedem Angeklagten wird, wenn er nicht einen privaten Verteidiger bestellt, ein amtlicher Verteidiger beigegeben, der nicht der Militärjustiz unterstellt ist.
Das von den Militärgerichten anzuwendende materielle Strafrecht ist im Wesentlichen im Militärstrafgesetz vom 27. Juni 1927 (MStG; SR 321.0) enthalten. Daneben sind etwa auch die Verordnung über die Militärstrafrechtspflege vom 24. Oktober 1979 (MStV; SR 322.2) und die Verordnung zum Strafgesetzbuch und zum Militärstrafgesetz vom 19. September 2006 (V-StGB-MStG; SR 321.01) zu beachten.

## Israel

### Zuständigkeit für militärisches Personal
Das israelische Militärgericht wurde 1949 gegründet. Es besteht aus mehreren lokalen Gerichten (Nord, Süd, Zentral, Bodentruppen, Marine, Luftwaffe, Sondergerichtshof und Militärgericht in Lod), denen jeweils ein Oberst vorsteht. Höhere Offiziere und Kapitalverbrechen müssen vor das Sondergericht gebracht werden. Dazu gibt es ein Berufungsgericht, dem der höchste Richter im Dienstgrad eines Generalmajors oder Brigadiers vorsteht.

### Zuständigkeit für Zivilisten

#### Strafverfahren
Die Militärgerichte üben in den von Israel besetzten Gebieten (seit 2005 nur mehr Westjordanland) die Strafgerichtsbarkeit über die palästinensische Bevölkerung aus, soweit nicht im Rahmen des Oslo-Abkommens Gerichte der Palästinensischen Autonomiebehörde zuständig wurden. Für die dortigen Palästinenser gilt aufgrund des rechtlichen Status des Gebietes grundsätzlich immer noch jordanisches Strafrecht, das aber im Lauf der Jahrzehnte durch rund 1.700 israelische Militärverordnungen ergänzt wurde. Die Militärgerichte unter der Leitung eines Obersts verhandeln Kapitalverbrechen, Verwaltungsübertretungen und Vergehen nach der Straßenverkehrsordnung. Obwohl in diesen Gebieten eigentlich nur Militärrecht gilt, werden die Militärgerichte nur für Palästinenser eingesetzt, während israelische Siedler, die im selben Gebiet wohnen, immer vor ein ziviles Gericht (meist Bezirksgericht Jerusalem) kommen. Dies geschieht mittels einer temporären Notverordnung, die seit Juli 1967 die Siedler den in Israel lebenden Bürgern rechtlich gleichstellt. Im Jahr 2022 scheiterte die alle fünf Jahre durch das Parlament anstehende Verlängerung. Für sie gilt seit den 1970ern auch das israelische Strafgesetzbuch. Deshalb kommen israelische Siedler, die im selben Gebiet wohnen, immer vor ein ziviles Gericht (meist Bezirksgericht Jerusalem). Ebenso Ausländer und wichtige, internationales Aufsehen erregende Fälle, wie der von Marwan Barghouthi (Bezirksgericht Tel Aviv), weil Militärgerichte abseits der Öffentlichkeit verhandeln. Dieses Vorgehen ist problematisch, da die 4. Genfer Konvention Prozesse außerhalb der besetzten Gebiete verbietet. Nach Auffassung des israelischen OGH gilt diese Konvention aber für niemanden, der einen Zivilisten verletzt hat. Israelischen Soldaten war es bis Dezember 2011 nicht gestattet, israelische Zivilisten festzunehmen, nicht einmal bei einem Angriff auf sie, sie dürfen nur Ausländer und Palästinenser festnehmen, verhören und dem Gericht übergeben.
Nach einer Serie von Angriffen gegen Soldaten und Vandalenakten gegen Moscheen, die Siedler im Rahmen der „Preiszettel“-Strategie im Dezember 2011 als „Strafe“ für die Zerstörung illegaler Außenposten durchführten, genehmigte Ministerpräsident Netanjahu sämtliche Maßnahmen des Militärrechts auch gegen diese Extremisten anzuwenden. Dies inkludiert Verhaftung, administrative Haft und Strafprozess. Die Armee lehnt diese Idee allerdings ab.
Innerhalb Israels betreibt die Militärgerichtsbarkeit 5 Verhörzentren, 7 Anhaltezentren, 5 Internierungslager und 9 Gefängnisse. Das einzige Gefängnis auf besetztem Gebiet ist Ofer bei Beitunia. Festgenommene können 12 Tage festgehalten werden, ohne über den Grund dafür informiert zu werden. Sie dürfen bis zu 180 Tage lang verhört werden und müssen erst nach 90 Tagen einen Anwalt bekommen. Den Gerichten ist es auch möglich, eine Haftstrafe noch nachträglich zu verlängern. Es gibt eigene Komitees für die Verhängung der administrativen Haft und für Ausweisungen. Während der Angeklagte gegen ein Militärurteil kaum Berufungsmöglichkeiten hat, kann der Militärstaatsanwalt einen Antrag auf höhere Strafe stellen, dem in 67 % der Fälle auch stattgegeben wird. Palästinensern steht es dann nur frei, Beschwerde beim OGH einzulegen.
Laut Berichten der israelischen Menschenrechtsgruppen Yesh Din und B’Tselem enden über 99 % der Prozesse mit einem Schuldspruch. Die Verhandlungen finden auf Hebräisch statt, das viele Angeklagte nicht verstehen. Die Gerichte befinden sich in militärischen Sperrgebieten, die für Angehörige schwer zu erreichen sind. Anklage und Urteile werden meist erst durch die Anwälte, die auch kaum Zeit für die Verteidigung ihrer Mandanten bekommen, bekannt. Die durchschnittliche Verhandlungsdauer beträgt nur 2 Minuten. In 95 % der Fälle gibt es einen Geständnishandel mit der Anklage, da manchmal die Untersuchungshaft länger dauern würde als die Haftstrafe, vor allem bei jugendlichen Steinewerfern. Dies bestätigt das Gericht in seinem Jahresreport von 2010. Damals gab es bei 9542 Verfahren nur 25 Freisprüche (Verurteilungsrate 99,74 %), 98,77 % der Anträge auf administrative Haft wurden zumindest teilweise angenommen.
Oft können Haftstrafen durch die Zahlung einer Geldstrafe verhindert bzw. verringert werden. Dies betrifft auch Jugendliche ohne Einkommen. Viele Palästinenser können sich diese Geldbeträge nicht leisten. Eine Analyse der Jahre 2015 bis 2017 zeigte, dass in diesen drei Jahren im Summe Strafen in Höhe von umrechnet 16 Mio. USD verhängt wurden, zum Teil Beträge für kleinere Verwaltungsdelikte, die in keiner angemessenen Relation zum Durchschnittseinkommen liegen.
Im Unterschied zu den zivilen Gerichten werden 16-Jährige nicht mehr als Minderjährige behandelt (sonst 18 Jahre). Ebenso ist es diesen Gerichten möglich, die Todesstrafe zu verhängen. Dies ist zwar noch nie geschehen, sie wurde aber schon einige Male – wenn auch nur symbolisch – beantragt. Die Todesstrafe ist in Israel seit 1954 nur für die Straftaten Genozid, Verbrechen gegen die Menschlichkeit und gegen das jüdische Volk zugelassen, außerdem im Kriegsfall.

#### Administrativhaft
Die Militärgerichte können auch ohne Urteil oder Anklage eine Administrativhaft (Israel) von ein bis 6 Monaten verhängen und immer wieder verlängern. In einem Fall waren es über 8 Jahre. In diesem Fall wird weder dem Betroffenen noch dessen Anwalt genaue Gründe mitgeteilt oder Beweise vorgelegt. Allein der Richter bekommt die Unterlagen zu Gesicht. Begründet wird dieses Vorgehen damit, dass von der Person ein „Sicherheitsrisiko“ ausgehe, ein offizielles Strafverfahren aber nicht möglich sei, weil die Vorlage der Beweise Staatsgeheimnisse aufdecken, laufende Ermittlungen beeinträchtigen oder Informanten aufdecken würden. Basis dafür ist ein Gesetz aus der britischen Mandatszeit.
Aufsehen erregte 2012 der Fall von Khader Adnan, ein Mitglied des Islamischen Jihads, der mit einem 66-tägigen Hungerstreik gegen seine viermonatige administrative Haft demonstrierte. Erst nach offizieller Zusicherung, dass die Haft nicht mehr verlängert würde, beendete er seine Aktion in bereits lebensbedrohlichem Zustand. Er starb dann nach einer neuerlichen Verhaftung im Mai 2023 nach einem 86-tägigen Hungerstreik, da lag jedoch eine Anklage wegen Terrorismus vor. Samer Issawi aus Ostjerusalem kam nach 8-monatigem Hungerstreik frei, um nach sechs Monaten wieder inhaftiert zu werden. Am 24. April 2014 traten 125 Häftlinge in einen Hungerstreik, den 80 erst nach zwei Monaten beendeten. Inzwischen befanden sich 68 im Spital und die Knesset bereitete ein Gesetz vor, das die Zwangsernährung erlaubte. Ein Jahr später wurde dieses Gesetz trotz ethischer Bedenker von Medizinern verabschiedet.
Eine Berufung beim Militärgericht und eine Anrufung des OGH durch den Betroffenen sind möglich, jedoch auch dort erhält er keine Akteneinsicht. Obwohl diese Vorgangsweise gegen den Artikel 14 der Internationalen Rechtskonvention (Recht auf einen fairen Prozess) verstößt, hält Israel an dieser Praxis fest. Eine Statistik von Berufungen zwischen 2009 und 2011 zeigt zudem, dass diesen selten stattgegeben wird, der OGH hat noch keine einzige Order aufgehoben.
Mit dieser Methode ist es auch möglich, einen bei einem Gefangenenaustausch Freigekommenen nach kurzer Zeit erneut zu inhaftieren, da der Haftgrund nicht genannt werden muss. So kam z. B. Hana Shalabi im Oktober 2011 beim Gilad-Schalit-Deal nach 25-monatiger administrativer Haft frei, um bereits im Februar 2012 erneut festgenommen und zu 6 Monaten administrativer Haft verurteilt zu werden. 2009 wurde zudem eine Klausel eingeführt, die vorschreibt, dass vorzeitig entlassene Häftlinge (z. B. im Rahmen eines Gefangenenaustausches) bei einer neuerlichen Inhaftierung (nicht Verurteilung) automatisch ihre Reststrafe absitzen müssen. Damit lebt durch eine außerordentlich verhängte administrative Haft eine ordentliche Haftstrafe wieder auf.
Nach mehreren Brandanschlägen jüdischer Extremisten im Juli 2015 genehmigte das Sicherheitskabinett am 1. August 2015 den Einsatz der Administrativen Haft und „verschärfte Verhörmethoden“ auch für israelische Staatsbürger. Im Unterschied zu den Palästinensern ist dazu jedoch eine Erlaubnis des Generalstaatsanwaltes notwendig. Bereits drei Tage später werden erstmals drei jüdische Israelis ohne Gerichtsurteil in Haft genommen.
Anfang 2017 waren 534 Palästinenser von dieser Art der Haft betroffen, zwei davon mit israelischer Staatsbürgerschaft.
Im November 2022 kam wieder ein 21-jähriger israelischer Siedler, der neben Palästinensern auch israelische Soldaten tätlich angegriffen hat, in administrative Haft, weil eine Untersuchungshaft mangels Ermittlungsergebnissen für das (zivile) Bezirksgericht in Jerusalem nicht mehr gerechtfertigt war. Verteidigungsminister Benny Gantz unterschrieb eine entsprechende Anordnung für vier Monate. Zu dieser Zeit befanden sich 820 Palästinenser in Administrativhaft.
Am 2. März 2023 ordnete Verteidigungsminister Yoav Galant die Administrativhaft für zwei Wortführer der Siedler-Attacke auf Huwara am 26. Februar 2023 an, nachdem sie vom Bezirksgericht aus der Haft entlassen worden waren. In diesem Monat gab es nach mehreren Verhaftungswellen bereits 971 Häftlinge, ein 20-Jahres-Hoch.
Am 22. November verfügte Verteidigungsministers Israel Katz. dass die Administrativhaft nur mehr bei Palästinensern verhängt werden dürfe, weil dies eine Diskriminierung von Siedlern gegenüber anderen Israelis sei, da im israelischen Kernland keine solche Maßnahme erlaubt sei. Am 17. Januar 2025 ordnete er an, alle aktuell in Haft befindlichen israelischen Siedler umgehend freizulassen.

### Zuständigkeit für ausländische Terrorverdächtige
In der Vergangenheit wurden auch ausländische Terrorverdächtige vor Militärtribunale gebracht und verurteilt. Dazu zählen auch die beiden Deutschen Brigitte Schulz und Thomas Reuter, denen vorgeworfen wurde, 1976 geplant zu haben, in Nairobi ein Flugzeug der El-Al mit einer Rakete abzuschießen. Sie waren zusammen mit drei Arabern am 18. Januar 1976 in Nairobi verhaftet und danach nach Israel verbracht worden. Erst im März 1977 wurde Deutschland offiziell darüber informiert. Der Prozess fand 1977 unter Geheimhaltung statt, nur ein deutscher Diplomat war als Prozessbeobachter unter Schweigepflicht zugelassen.

## Frankreich
Das Militärstrafrecht in Frankreich regelt der Code de justice militaire.

## Sowjetunion
Sowjetische Militärtribunale (SMT) waren nicht nur auf dem Gebiet der Sowjetunion (UdSSR) tätig, sondern an allen Standorten der Roten Armee/Sowjetarmee im Ausland. Von 1945 bis 1955 war die Gruppe der Sowjetischen Streitkräfte in Deutschland im Gebiet der Sowjetischen Besatzungszone bzw. der späteren DDR zuständig. Rechtsgrundlage waren in den ersten beiden Jahren nach Kriegsende das Kontrollratsgesetz Nr. 10 vom 20. Dezember 1945, der „Ukas 43“ oder der Artikel 58-2 (wegen Teilnahme an nationalsozialistischen Verbrechen bzw. Kriegsverbrechen gegen die Sowjetbevölkerung, der Besetzung der UdSSR oder des illegalen Waffenbesitzes). Danach gab es unter dem Mantel der Sowjetischen Kontrollkommission (SKK) weitere Verfügungsrechte. Um 1949/1950 übertrug die SKK Rechtsprechung und den Strafvollzug von SMT-Häftlingen an die neu geschaffene Innenverwaltung der DDR. Die Weisungsbefugnis des Ministeriums für Staatssicherheit der UdSSR (MGB) in den Verfahren ist zu klären.
Sowjetische Militärtribunale verurteilten im Zweiten Weltkrieg 157.000 Angehörige der Roten Armee zum Tode.
Von 1945 bis 1955 wurden 40.000 bis 50.000 deutsche Zivilpersonen und Kriegsgefangene von sowjetischen Militärtribunalen verurteilt. Nachgewiesen sind bisher – allein gegen deutsche Zivilpersonen und nur für die Jahre von 1944 bis 1947 – 3.301 Todesurteile, von denen 2.542 vollstreckt wurden. Die Hinrichtungen erfolgten in der Regel in Moskau; anschließend wurden die Leichname verbrannt.

### Verfahren vor dem SMT
Die Verfahren vor dem SMT verliefen nach stalinistischem Rechtsverständnis, demzufolge es nicht auf Feststellung individueller Schuld ankam, sondern darauf, dass vor allem als Gegner des sowjetischen Systems Verdächtigte aus der Öffentlichkeit entfernt werden. Hierbei wurde sowjetisches Recht rückwirkend angewandt. In dem üblichen Schnell-Verfahren von 15 bis 20 Minuten Dauer waren 25 Jahre Zwangsarbeit die Regelstrafe. Es waren weder Verteidiger noch Entlastungszeugen zugelassen und es gab keine Berufungsmöglichkeit. Eine Schuld musste nicht nachgewiesen werden, als Urteilsbegründung diente dem Tribunal der jeweilige „Vorwurf“, um in die UdSSR deportiert, sofort erschossen oder in eine Strafvollzugsanstalt in Bautzen, Torgau oder Sachsenhausen eingewiesen zu werden, die sich auf dem gleichen Gelände befanden, wie die 1945–50 dort eingerichteten Speziallager; da saßen auch SMT-verurteilte sowjetische Militärpersonen ein. Nach Gründung der DDR befasste sich die SMT-Justiz nur noch mit Taten, die gegen die Sowjetische Besatzungsmacht gerichtet waren und überließ alle anderen Fälle der DDR-Justiz, wie an den berüchtigten Waldheimer Prozessen zu erkennen ist.

### Örtliche Zuständigkeiten
Zu den geheimen Gerichtsverhandlungen reisten Militärrichter des SMT Nr. 48240 aus Berlin-Lichtenberg in die zentralen MGB-Haftanstalten der einzelnen Länder:
- Brandenburg (Potsdam, Lindenstraße sowie Leistikowstraße),
- Chemnitz-Kaßberg für das sogenannte „Wismut-Gebiet“,
- Mecklenburg (Schwerin, Demmlerplatz),
- Sachsen (Dresden, Bautzner Straße),
- Sachsen-Anhalt (Halle/Saale, Am Kirchtor),
- Thüringen (Weimar, Carl-von-Ossietzky-Straße) und in die MGB-Haftanstalt.

## Vereinigtes Königreich
Der Armed Forces Act 2006 regelt im Wesentlichen das aktuelle Militärstrafrecht des Vereinigten Königreichs.

## Vereinigte Staaten
In den Vereinigten Staaten nehmen verschiedene Behörden der jeweiligen Teilstreitkräfte, Judge Advocate General’s Corps (JAG) genannt, die Aufgaben der Ermittlungen und Gerichtsverhandlungen wahr. Die Strafverfolgung übernehmen Bundesbehörden wie der Naval Criminal Investigative Service (NCIS) oder das United States Army Criminal Investigation Command mit seinen einzelnen Divisionen (CID).
Nachdem der Oberste Gerichtshof der USA (Supreme Court) die Militärtribunale auf dem Militärstützpunkt Guantánamo für unrechtmäßig erklärt hatte, schuf die Regierung George W. Bushs im Oktober 2006 mit der Einführung des Gesetzes Military Commissions Act die gesetzliche Grundlage, sogenannte „unrechtmäßige feindliche Kämpfer“ („illegal enemy combatants“) von Militärgerichten aburteilen zu lassen. Im Februar 2007 wurden die letzten formalen Hindernisse beseitigt und die Einrichtung der Sondertribunale vom Weißen Haus per Dekret veranlasst.
Der Uniform Code of Military Justice ist das Militärstrafgesetz der Vereinigten Staaten von Amerika.